# Ель-Джуфра (муніципалітет)
28° пн. ш. 17° сх. д. / 28° пн. ш. 17° сх. д.
Ель-Джуфра — муніципалітет Лівії. Адміністративний центр — місто Мадінат-Хун. Площа — 139 038 км². Населення — 52 342 (2006).